# Clive (Nouvelle-Zélande)
Clive est une ville située dans l'Île du Nord de la Nouvelle-Zélande.

## Situation
Elle est localisée à 10 kilomètres des centres des cités à la fois de Napier et de Hastings dans la région de Hawke's Bay dans l’Île du Nord de la Nouvelle-Zélande.
Elle est toute proche de l’embouchure du fleuve Ngaruroro.

## Population
La ville qui avait une population de 1 764 habitants lors du recensement de 2013.

## Description

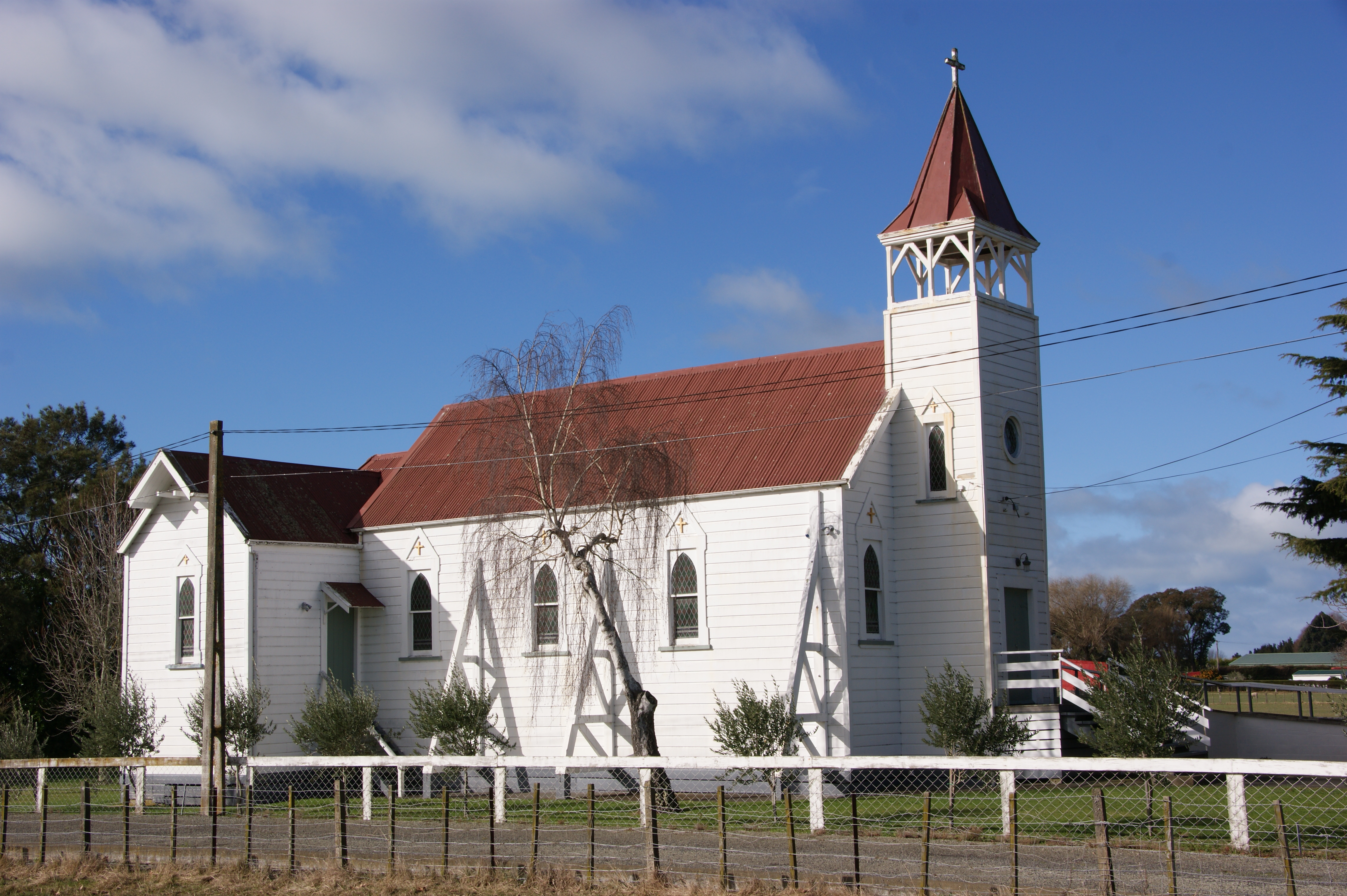
L’église catholique de Clive, désormais démolie

La ville forme une partie du district de Hastings.

## Toponymie
Elle fut dénommée (comme de nombreuses villes de la proximité) d’après une personne importante de l’Inde impériale, dans ce cas, de Robert Clive, mieux connue maintenant comme  "Clive d’Indie ".
Le nom lui fut donné par John Curling (en) .

## Activités
La ville de Clive est essentiellement rurale, mais avec un nombre croissant de personnes venant de l’ensemble de la baie de Hawke, Clive étant le point de rencontre entre Hastings et Napier, une nouvelle subdivision a été construite pour accueillir une population croissante.

## Loisirs
Clive est le siège du club d’aviron , qui s’entraîne sur le fleuve Clive.
L’évènement du  «Hawke's Bay Rowing Regatta» se tient le premier week-end de l’année depuis 1872 .